# Newman (Familienname)
Newman ist ein Familienname.

## Namensträger

### A
- Alec Newman (* 1974), britischer Schauspieler
- Alexander Newman (1804–1849), US-amerikanischer Politiker
- Alfred Newman (1900–1970), US-amerikanischer Filmkomponist
- Alysha Newman (* 1994), kanadische Stabhochspringerin
- Arnold Newman (1918–2006), US-amerikanischer Fotograf
- Arthur Samuel Newman (1862–1943), englischer Maschineningenieur

### B
- Barbara Newman (* 1953), US-amerikanische Mediävistin
- Barnett Newman (1905–1970), US-amerikanischer Maler
- Barry Newman (1930–2023), US-amerikanischer Schauspieler
- Bernard Newman (1897–1968), britischer Schriftsteller
- Beverly Newman († 2010), US-amerikanische Schauspielerin
- Bonnie Newman (* 1945), US-amerikanische Hochschullehrerin und Politikerin

### C
- Campbell Newman (* 1963), australischer Politiker
- Cecil F. S. Newman (1914–1984), nordirischer Fotograf, Stadt- und Landschaftsplaner
- Charles Newman (1901–1978), US-amerik. Liedtexter und Komponist
- Chris Newman (* 1958), britischer Künstler
- Christopher Newman (Tontechniker) (1940–2025), US-amerikanischer Tontechniker
- Clancy Newman (* 1977), US-amerikanischer Cellist und Komponist

### D
- Daniel Newman (* 1976), britischer Filmschauspieler und -produzent
- Dava Newman (* 1964), US-amerikanische Ingenieurin und Hochschullehrerin
- David Newman (Jazzmusiker) (1933–2009), US-amerikanischer Jazzsaxophonist
- David Newman (Autor) (1937–2003), US-amerikanischer Drehbuchautor und Filmproduzent
- David Newman (Politiker) (* 1944), kanadischer Politiker
- David Newman (Komponist) (* 1954), US-amerikanischer Komponist
- David Thomas Newman, US-amerikanischer Schauspieler
- Donald Newman   (1930–2007), US-amerikanischer Mathematiker

### E
- Edward Newman (Entomologe) (1801–1876), britischer Entomologe, Botaniker und Schriftsteller
- Edward Newman (Politiker, 1859) (1859–1946), neuseeländischer Politiker
- Edward Newman (Footballspieler) (* 1951), US-amerikanischer American-Football-Spieler
- Edward Newman (Politiker, 1953) (* 1953), britischer Politiker
- Edwin Newman (1919–2010), US-amerikanischer Journalist
- Emil Newman (1911–1984), US-amerikanischer Filmkomponist und Dirigent
- Eric Newman (Snookerspieler), englischer Snookerspieler
- Eric Newman (Filmproduzent), US-amerikanischer Filmproduzent
- Eric Newman, bekannt als Stagga Lee (* 1977), US-amerikanischer Rapper
- Eric Clinton Kirk Newman, Geburtsname von Luka Rocco Magnotta (* 1982), kanadischer Pornodarsteller
- Eric P. Newman (* 1911), US-amerikanischer Numismatiker
- Ernest Newman (1868–1959), englischer Musikwissenschaftler
- Ernie Newman (* 1887), englischer Fußballspieler
- Eve Newman (1915–2003), US-amerikanische Filmeditorin
- Ezra Ted Newman (1929–2021), US-amerikanischer Physiker

### F
- Floyd Newman (1931–2023), US-amerikanischer Saxophonist
- Francis Newman (Kolonist) († 1660), amerikanischer Kolonialgouverneur
- Francis William Newman (1805–1897), britischer Gelehrter
- Francis Winton Newman (1878–1953), britischer Architekt
- Frank Newman (Fußballspieler) (1898–1977), englischer Fußballspieler
- Frank N. Newman (* 1942), US-amerikanischer Banker und Finanzminister

### G
- Griffin Newman (* 1989), US-amerikanischer Schauspieler

### H
- Henry P. Newman (1868–1917), deutscher Kaufmann und Kunstsammler
- Howard A. Newman (1921–2006), amerikanischer Investment- und Eisenbahnmanager

### J
- J. Bonnie Newman (* 1945), US-amerikanische Hochschullehrerin und Politikerin, siehe Bonnie Newman
- Jack Newman (* 2002), schottischer Fußballspieler
- Jaime Ray Newman (* 1978), US-amerikanische Schauspielerin
- James Newman (Schauspieler) (* 1992), US-amerikanischer Schauspieler
- James H. Newman (* 1956), US-amerikanischer Astronaut
- James R. Newman (Militärgouverneur) (1902–1964), US-amerikanischer Erziehungswissenschaftler und Militärgouverneur in Hessen
- James R. Newman (Autor) (James Roy Newman; 1907–1966), US-amerikanischer Anwalt und Autor populärwissenschaftlicher Bücher über Mathematik
- James W. Newman (1841–1901/02), US-amerikanischer Journalist, Bankier und Politiker
- James Newman (Politiker), britischer Politiker, Bürgermeister von Woolwich
- James Newman (Sänger), englischer Singer-Songwriter
- Jimmy C. Newman (1927–2014), US-amerikanischer Country-Sänger
- Joe Newman (1922–1992), US-amerikanischer Jazz-Trompeter
- Joey Newman (* 1976), US-amerikanischer Komponist
- John Newman (Forschungsreisender) (um 1785–1838), US-amerikanischer Forschungsreisender
- John Newman (Architekt) (1786–1859), britischer Architekt
- John Newman (Eishockeyspieler) (1910–1967), kanadischer Eishockeyspieler
- John Newman (Leichtathlet) (1916–1974), britischer Hochspringer
- John Newman (Fußballspieler) (Johnny Newman; * 1933), englischer Fußballspieler und -trainer
- John Newman (Politiker) (1946–1994), australischer Politiker
- John Newman (Sänger) (* 1990), britischer Sänger
- John Henry Newman (1801–1890), britischer Geistlicher, Theologe und Hochschullehrer
- John M. Newman (* 1950), US-amerikanischer Major, Hochschullehrer und Autor
- José Gabriel Newman Valenzuela (* 1950), mexikanischer Botschafter
- Joseph M. Newman (1909–2006), US-amerikanischer Filmregisseur
- Justin Newman (* 1995), namibischer Rugby-Union-Spieler

### K
- Karl Johannes Newman (1913-), deutsch-britischer Politikwissenschaftler
- Kenneth Newman (Polizist) (1926–2017), britischer Polizist, Chief constable
- Kenneth B. Newman (1924–2006), südafrikanischer Ornithologe
- Kim Newman (* 1959), britischer Journalist und Schriftsteller

### L
- Laraine Newman (* 1952), US-amerikanische Komikerin
- Lea Bertani Vozar Newman (1926–2024), amerikanische Literaturwissenschaftlerin
- Lee Newman (Musikproduzentin) († 1995), britische Musikproduzentin
- Lee Newman (Leichtathlet) (* 1973), britischer Leichtathlet
- Lesléa Newman (* 1955), US-amerikanische Autorin
- Leslie J. Newman, australische Meeresbiologin
- Lionel Newman (1916–1989), US-amerikanischer Filmkomponist, Musikdirektor und Dirigent
- Lotte Newman (1929–2019), deutsch-britische Medizinerin und Hochschullehrerin
- Luther Newman (1894–1964), US-amerikanischer Techniker

### M
- Marie Newman (* 1964), US-amerikanische Politikerin
- Mark Newman, britischer Physiker
- Mark Fleming Newman (* 1959), Botaniker
- Marvin E. Newman (1927–2023), US-amerikanischer Fotograf
- Matthew Newman, britischer Filmeditor
- Max Newman (1897–1984), britischer Mathematiker und Kryptologe
- Melissa Newman (* 1961), US-amerikanische Schauspielerin
- Melvin Spencer Newman (1908–1993), US-amerikanischer Chemiker
- Michael Newman (1957–2024), US-amerikanischer Rettungsschwimmer, Feuerwehrmann und Schauspieler
- Morris Newman (1924–2007), US-amerikanischer Mathematiker

### N
- Nanette Newman (* 1934), britische Schauspielerin und Schriftstellerin

### O
- Oliver Peck Newman (1877–1956), US-amerikanischer Politiker

### P
- Paul Newman (1925–2008), US-amerikanischer Schauspieler
- Paul Newman (Linguist) (* 1937), US-amerikanischer Linguist
- Paul Newman (Politiker) (* 1954), US-amerikanischer Politiker
- Paul Newman (Musiker), US-amerikanischer Bassist der gleichnamigen Math-Rock-Band
- Pauline Newman (* 1927), US-amerikanische Bundesrichterin
- Peter Newman (Tennisspieler), australischer Tennisspieler
- Peter Newman (Schauspieler) (* 1942), US-amerikanischer Schauspieler
- Peter Newman (Umweltwissenschaftler) (* 1945), australischer Umweltwissenschaftler
- Peter Newman (Filmproduzent), US-amerikanischer Filmproduzent
- Peter Anim Newman (1890–1984), ghanaischer religiöser Führer
- Peter C. Newman (1929–2023), kanadischer Journalist

### R
- Randy Newman (* 1943), US-amerikanischer Musiker
- Red Newman (1887–1952), kanadischer Komiker und Sänger
- Ricky Newman (* 1970), englischer Fußballspieler
- Rob Newman (* 1963), englischer Fußballspieler
- Robert Newman (* 1958), US-amerikanischer Schauspieler
- Robert Newman (Komiker) (* 1964), englischer Komiker
- Robert G. Newman (1937–2018), US-amerikanischer Arzt, Wissenschaftler, Gesundheitsmanager und Philanthrop
- Rosie Newman (1896–1988), britische Amateurfilmerin
- Roy Newman (Musiker) (1899–1981), US-amerikanischer Country-Musiker
- Roy Newman (Rennfahrer) (1922–1970), US-amerikanischer Autorennfahrer
- Ryan Newman (* 1977), US-amerikanischer Rennfahrer
- Ryan Newman (Schauspielerin) (* 1998), US-amerikanische Schauspielerin

### S
- Sandra Newman (* 1965), US-amerikanische Schriftstellerin
- Saul Newman (* 1972), australischer Politikwissenschaftler
- Scott Newman (1950–1978), US-amerikanischer Schauspieler, Sohn von Paul Newman
- Seymour Newman (* 1953), jamaikanischer Leichtathlet
- Stuart A. Newman (* 1945), US-amerikanischer Biologe
- Sydney Newman (1917–1997), kanadisch-britischer Film- und Fernsehproduzent

### T
- Tom Newman (Billardspieler) (1894–1943), englischer Snooker- und English-Billiards-Spieler
- Tom Newman (Musiker) (* 1943), britischer Musiker und Produzent
- Thomas Newman (* 1955), US-amerikanischer Filmkomponist

### W
- William Newman (Schauspieler) (1934–2015), US-amerikanischer Schauspieler
- William Clifford Newman (1928–2017), US-amerikanischer Geistlicher, Weihbischof von Baltimore
- William Henry Newman-Sherwood (1812–1872), britisch-deutscher Arzt und Politiker
- William Henry Hugo Newman-Norton, bürgerlicher Name von Seraphim von Glastonbury (* 1948), koptischer Bischof
- William Mendel Newman (1902–1977), US-amerikanischer Mediävist
- William R. Newman (* 1955), US-amerikanischer Chemiehistoriker
- William S. Newman (1912–2000), US-amerikanischer Musikwissenschaftler
- William Truslow Newman (1843–1920), US-amerikanischer Jurist
- Walter Newman (1916–1993), US-amerikanischer Drehbuchautor